# Phytomyptera spinacrista
Phytomyptera spinacrista är en tvåvingeart som beskrevs av Barraclough 1985. Phytomyptera spinacrista ingår i släktet Phytomyptera och familjen parasitflugor.
Artens utbredningsområde är Uganda. Inga underarter finns listade i Catalogue of Life.